# Bao gói chân không

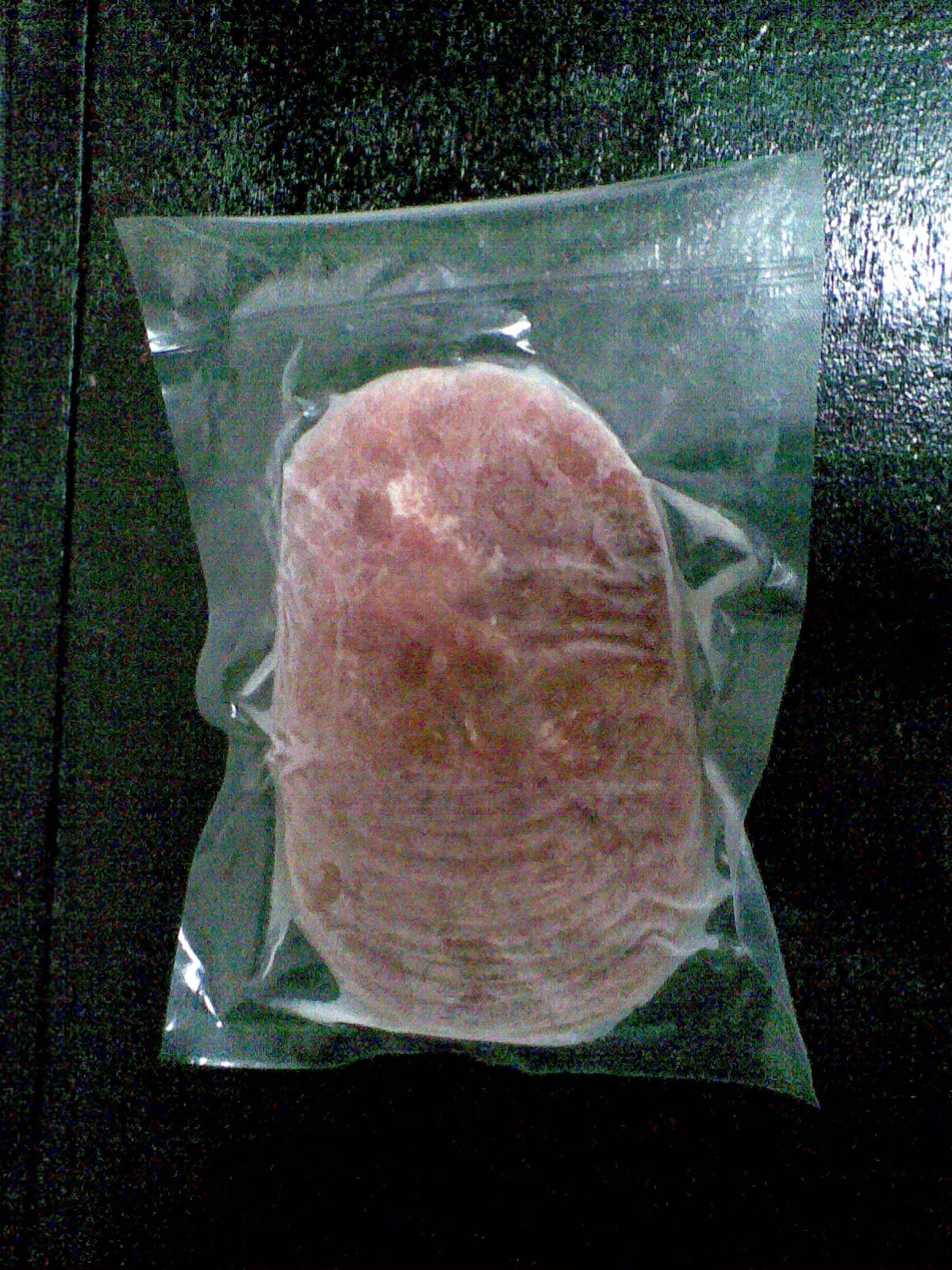
Một gói thịt nguội được rút chân không

Rút chân không là một phương pháp bảo quản và chế biến thức ăn hiện đại bằng cách cách ly thực phẩm với môi trường bên ngoài bằng chân không. Như vậy các vi sinh vật do thiếu không khí sẽ không hoạt động hay hoạt động yếu, các tác nhân khác gây hư hỏng thực phẩm cũng bị cách ly.